# Zelandoperla tillyardi
Zelandoperla tillyardi är en bäcksländeart som beskrevs av Mclellan 1999. Zelandoperla tillyardi ingår i släktet Zelandoperla och familjen Gripopterygidae. Inga underarter finns listade i Catalogue of Life.